# Montor (Pagelaran)
Montor is een bestuurslaag in het regentschap Pandeglang van de provincie Banten, Indonesië. Montor telt 3432 inwoners (volkstelling 2010).